# Arkona (musikgrupp)
Arkona (ryska: Аркона) är ett ryskt pagan metal-band. Deras texter handlar om rysk folklore och slavisk mytologi och de blandar in flera traditionella ryska folkmusikinstrument i sin musik. Bandets namn kommer från den sista hedniska slaviska borgen Arkona som låg på Rügen. Arkona är också en av väderstationerna på land- och sjöväderrapporten i P1 vilket brukar roa svenska fans. Väderstationen ligger i närheten av den historiska platsen för borgen.

## Bakgrund
Bandet startade 2002 under namnet Гиперборея (Hyperborea), men bytte redan i februari namn till Аркона (Arkona). De ursprungliga medlemmarna var Maria Arhipova, Eugene Knyazev, Eugene Borzov, Ilya Bogatyryov, Alexander "Warlock" Korolyov och Olga Loginova. I december 2002 spelade de in demon Rus innehållande låtarna Kolyada, Solntsevorot och Rus'. Under sommaren 2003 lämnade alla medlemmar utom sångerska Maria Arhipova bandet då de tappat intresse för det. Under en period fortsatte Arkona som ett enmansband med stöd från bandet Nargathrond som Arhipova även medverkar i. Under den perioden släpptes albumet Vozrozhdeniye. När albumet Lepta släpptes hade Lazar, Kniaz och Artist från Nargathrond gått med som permanenta medlemmar.

## Medlemmar
Nuvarande medlemmar
- Masha (Maria) "Scream" Arkhipova (Мария Архипова) – sång, keyboard, slagverk, komuz, akustisk gitarr (2002– )
- Ruslan "Kniaz" (Руслан Росомахеров) – basgitarr (2003– )
- Sergey "Lazar" Atrashkevich (Сергей Атрашкевич) – gitarr, balalaika, komuz, yakut, mungiga, bakgrundssång (2003– )
- Vladimir "Wolf" Reshetnikov (Владимир Решетников) – flöjt, säckpipa, gaita, gallega, bakgrundssång (2011– )
- Andrey Ischenko (Андрей Ищенко) – trummor (2014– )

Tidigare medlemmar
- Evgenij Borzov (Евгений Борзов) – basgitarr (2002–2003)
- Alexandr "Warlock" Korolyov – trummor (2002–2003)
- Evgenij Knjazev (Евгений Князев) – gitarr (2002–2003)
- Ilja Bogatyrev (Илья Богатырёв) – gitarr (2002-2003)
- Olga Loginova (Ольга Логинова) – keyboard (2002–2003)
- Vlad "Artist" Sokolov (Владимир Лёвушкин Соколов) – trummor, slagverk, keyboard (2003–2014)

Turnerande medlemmar
- Alexander "Bruno" Kozlovskiy (Александр Козловский) – cello (2011– )
- Anton Dobrovolskiy (Антон Добровольский) – keyboard, sampling (2011– )
- Vladimir "Wolf" Reshetnikov (Владимир Решетников) – flöjt, säckpipa, gaita, gallega, bakgrundssång (2009–2011)
- Irina Lvova – cello (2011)

## Diskografi
Demo
- Rus' (Русь) (2002)

Studioalbum
- Vozrozhdeniye (Возрождение) (2004)
- Lepta (Лепта) (2004)
- Vo Slavu Velikim! (Во славу великим!) (2005)
- Ot Serdtsa K Nebu (От сердца к небу) (2007)
- Goi, Rode, Goi! (Гой, Роде, гой!) ((2009)
- Slovo (Слово) (2011)
- Yav (Явь) (2014)
- Vozrozhdeniye (Возрождение) (2016) (nyinspelning)
- Khram (Храм) (2018)

Livealbum
- Zhizn Vo Slavu... (Жизнь во славу...) (2006)
- Decade of Glory (10 лет во славу) (2013)
- Живой храм (2018)

EP
- Stenka na Stenku (Стенка на стенку) (2011)

Samlingsalbum
- Поём вместе (2009)
- Поём вместе II (2013)
- Акустика (2013)

DVD
- Noch Velesova (Ночь Велесова) (2009)
- Битва в Воронеже (2012)

Video
- Slavsia Rus!
- Pokrovi Nebesnogo Startsa
- Goi, Rode, Goi!
- Liki Bessmertnykh Bogov
- Живой храм